# حضارة بلاد الشام
تشمل حضارة بلاد الشام الحضارات التي قامت منذ فجر التاريخ في المنطقة الممتدة من ساحل البحر الأبيض المتوسط غربا حتى منطقة الجزيرة السورية شرقا والتي قامت على ارضها الكثير من الحضارات القديمة.

## حضارة كيش
وهي حقبة قامت في مدن عدّة في شمال بلاد الشام والجزيرة، وفي بلاد الشام تحديدا في ماري وإبلا وناوار (تل براك). وما يميّز هذه الحضارة بأنّ بانوها كانوا من المتكلمين باللغات السامية الشرقية كالأكدية والإبلاوية. وبدأت من الألف الرابع ق.م. (4000 ق.م.) وتأسست بعدها ممالك عديدة كمملكة ماري الأولى (2900 ق.م.) ومملكة ناوار(2600 ق.م.) ومملكة إبلا (3000 ق.م.) في بلاد الشام، وأيضا تأسست مدينة أكد في بلاد ما بين النهرين عقب هجرة الأكديّين من شمال الشام إلى بلاد ما بين النهرين.

## الأموريون
ويقال لهم «الأمورو»، وهم أقوام ساميّة انتشروا في وسط وغرب بلاد الشام حوالي عام 2500 ق.م. وهم على الأغلب على علاقة وطيدة مع الآراميّون الذين استوطنوا مناطق محاذية. وموطنهم هو جبل البشري في وسط سوريا. وكان الأموريّون في البادئ من الرعيان والشعوب غير المستقرّة وتم ذكرهم على هذا الشكل في المصادر السومرية والأكدية. وقد أسّس الأمورو ممالك كثيرة على أثر ممالك أخرى، فغزوا بلاد ما بين النّهرين وأسسوا مملكة بابل عام 1900 ق.م. وبزغ منهم حمورابي. وقد أسسوا المملكة الثانية في مدينة ماري في شرق سوريا عام 2200 ق.م.، وأيضا المملكة القوية يمحاض عام 1800 ق.م التي تمركزت في مدينة حلب. وبالإضافة إلى ممالك أخرى كأوغاريت وبعضهم إستوطن في مناطق الساحل أيضا.

## الكنعانيون
ظهر الكنعانيون في حوالي 2500 ق.م. واستوطنوا المناطق الجنوبية من بلاد الشام وانتشروا على طول ساحل بلاد الشام وتمركزوا في فلسطين. وأطلق اليونانيون اسم فينيقيا المشتق من فينيقيين أي الأحمر الأرجواني على القسم المتوسط والشمالي من ساحل بلاد الشام كما أطلقوا اسم الفينيقين على الكنعانيين سكان الساحل السوري، الفلسطيني واللبناني.
أسس الكنعانيون ممالك عدة مثل: حبرون، يبوس، طرطوس، ارواد، بيسان، مدين عكا، حيفا، صور، صيدون، جبيل، وبيروت وعدة ممالك أخرى على الساحل ولكن أيضا في الداخل الموازي للساحل. والكنعانيون مسالمون بطبيعتهم لا يرغبون في الحرب إلا دفاعاً عن النفس.

أبجدية أوغاريت وجدت في سوريا.

لقد أملت عليهم طبيعة المنطقة التي سكنوها أن ينظروا إلى البحار، لأن السهل الساحلي ضيق حيث شكلت الجبال سداً بين المنطقة الساحلية والمناطق الداخلية لذلك صنعوا سفنهم وركبوا البحر للتجارة فيه، ومن أهم مدنهم أوغاريت (رأس شمرا) في سوريا الذي نقب فيها منذ عام 1929 كلودشيفر. وتبين أنها كانت مركزاً تجارياً هاماً. وفيها اكتشفت أبجدية يرجع عهدها إلى القرن الرابع عشر قبل الميلاد ويعتبر، مكتوبة بالمسمارية وتضم ثلاثين حرفاً وبلغت أوج ازدهارها في القرن الثاني عشر. وكذلك مدينة جبيل (بيبلوس) التي كانت علاقتها مع مصر متينة. وصيدون سيدة الساحل الفينيقي ما بين 1500 ـ 1200 ق.م.، لقد سيطر تجار صيدون على قبرص الغنية بالنحاس، ورودس وعدداً من بحر إيجة، حيث الرخام والكبريت والذهب والأرجوان. وجزيرة أرواد مقابل طرطوس التي كان لها اسطولها البحري وسيطرت على جزء من الساحل الفينيقي الشمالي واسطولها وسفنها ومراكبها تجوب البحر وتبسط سيطرتها.
ومدينة صور التي أصبحت زعيمة المدن الفينيقية من 1000 ـ 500 ق.م. فكانت مراكبهم تصل البحر الأحمر، حتى وصلت إلى الهند وعادت محملة بالتوابل والذهب والأحجار الثمينة، ووصلوا في تجارتهم إلى إنجلترا.
والفنيقيون هم الذين أسسوا مدينة قرطاجة في تونس حوالي عام 814 ق.م. والتي تبعث صور ولكنها أشرفت على بقية المراكز في غربي المتوسط وكانت ترسل في كل سنة بعثة إلى معبد ملقارت إله معبد صور. وتقدم إليه عشر وارداتها. وقد ازدادت أهمية قرطاجة بعد سقوط صور بيد الكلدانيين. إذ انتقل إليها التجار الصوريون، ولما بدأت الدولة الرومانية بالتوسع اصطدمت بقرطاجة وببطلها الأسطوري حنبعل. الذي غزا إيطاليا نفسها بعد حروب البونية الشهيرة. والتي انتهت في آخر الأمر باستيلاء الرومان على قرطاجة عام 146 ق.م. فحرقوها ودمروها تماماً. والفنيقيون هم أول الشعوب البحرية وكانت لهم صولاتهم وجولاتهم في البحر المتوسط.
وكذلك يعد اختراع الحروف الأبجدية المعروفة بالكتابة الكنعانية القديمة اعظم الاختراعات والتي اشتقت منها أبجدية أوغاريت السورية التي تعد من أقدم واكمل الابجديات.

## الآراميون والكلدانيون والسوطيون
موطنهم الأصلي في غرب بلاد الشام، وكانوا أقوام ساميّة غربيّة. وهم الذين أسسّوا ممالك مهمّة كآرام دمشق وممالك أخرى في الجزيرة. بدأت فترات هجرة من الشام إلى بلاد ما بين النهرين في بداية الألف الأول ق.م. وكان المهاجرون أولا هم الآراميون والسوطيون الذين هاجرا إلى بابل ولكن فشلوا بإخضاع آشور. وثانيا كانوا الكلدانيون أو ما يعرف بال«كلدو» وكانوا قد نجحوا في إخضاع البابليون الضعفار في ذاك الوقت إلى إنشاء الإمبراطورية البابلية الحديثة في القرن السادس قبل الميلاد إلى سيطرة الفرس. ومنهم كان نبوخذنصر وأبوه نبوبلصّر.

## الحوريون وميتاني
الحوريون هم أقوام سكنت شرق الأناضول في البداية ثم هاجرت إلى الجزيرة قبل 2500 ق.م. ومن ثم إلى شمالي بلاد الشام. وقد أسسوا في الجزيرة مملكة أوركيش عام 2500 ق.م وكانوا من سكان مملكة يمحاض في حلب (1800 ق.م. - 1500 ق.م.).
الميتاني هي مملكة قامت في 1600 ق.م. في شمال سوريا وكانت مزيج من العنصر الحوري والهندو-آري. والمملكة قارعت ممالك بلاد ما بين النهرين والحيثيون ومصر، واستمرت إلى 1300 ق.م حتى انهيارها. وبعد انهيار المملكة انتشر أهلها في إلى الجنوب وامتزجوا مع الشعوب الأصلية لبلاد الشام.

## الحيثيون السوريون
انهارت الإمبراطورية الحيثيّة في الأناضول حوالي 1190 ق.م. ممّا أدّى إلى حصول هجرات إلى بلاد الشام وبلاد ما بين النهرين. وقد انتشر الحيثيين واللويّون في شمال سوريا وأقاموا ممالك عدّة مثل مملكة حماث ومملكة سمأل ومملكة بيت-أديني وبيت-أغوسي والعديد من الممالك الحيثية والآرامية الأخرى.

## تطور حضارات بلاد الشام
الحضارات التي قامت في بلاد الشام وسوريا الداخلية ومنطقة الجزيرة السورية هي كثيرة وتشمل حضارات عديدة شملت المنطقة بالكامل في بلاد الشام والاناضول وبلاد الرافدين وهي تشترك ما بين جزء من بلاد الشام - سورية - والبلاد المجاورة في شمال سوريا - تركيا - وجنوب شرق سوريا - العراق - ومن الحضارات والتي قامت في سوريا الداخلية : الحضارة السومرية والبابلية والاكدية والاشورية والحيثية والامورية والحورية والميتانية.
- اختراع ألأبجدية (أبجدية أوغاريت السورية) التي تعد أقدم واكمل الابجديات وتتألف من 30 حرفا صوتيا لم تكن معروفة قبل اوغاريت وهي أقدم الحضارات في سورية. نشروا هذه الأبجدية ليس فقط في بلاد الشام والساحل السوري بل في المناطق التي حكموها كلها بلاد عيلام والاناضول حتى جزيرة قبرص.
- اعتنى الكنعانيون بالزراعة وخاصة زراعة الكروم والتين والزيتون وعرفوا بعض الأدوات لدرس الحبوب والتي طحنوها في مطاحن تدار باليد واستعملوا وزنات من الفضة بدلاً من النقود.
- تفوق الفينيقيون في صناعة الزجاج والنسيج الصوفي والقطني وصباغة الأقمشة بالأرجوان وهم من أول الشعوب البحرية في التاريخ. ارتقى فن الملاحة بسبب هذه التجارة الواسعة النشيطة حتى استطاع، أدّلاء السفن الفينيقية الإبحار ليلاً مسترشدين بالنجم القطبي أو النجم الفنيقي كما كان يسميه اليونانيون وطافوا حول القارة الأفريقية واكتشفوا رأس الرجاء الصالح قبل فاسكودي غاما بألفي عام. وكما يقول ديورانت في قصة الحضارة: «ربطوا الشرق بالغرب من سواحل سوريا إلى سواحل المتوسط بشبكة من الروابط التجارية والثقافية وشرعوا ينتشلون أوروبا من براثن الهمجية».
- أهم مكتبات التاريخ القديم وأكبرها في حضارة (مملكة إبلا) تل مرديخ الواقعة شمال سوريا والتي وجد بها آلاف الرقم والمخطوطات في كافة نواحي الحياة المدنية والإدارية والقوانين ووثائق التملك والعقود والمعاملات التجارية والزراعة وغيرها.